# Stereotecjum

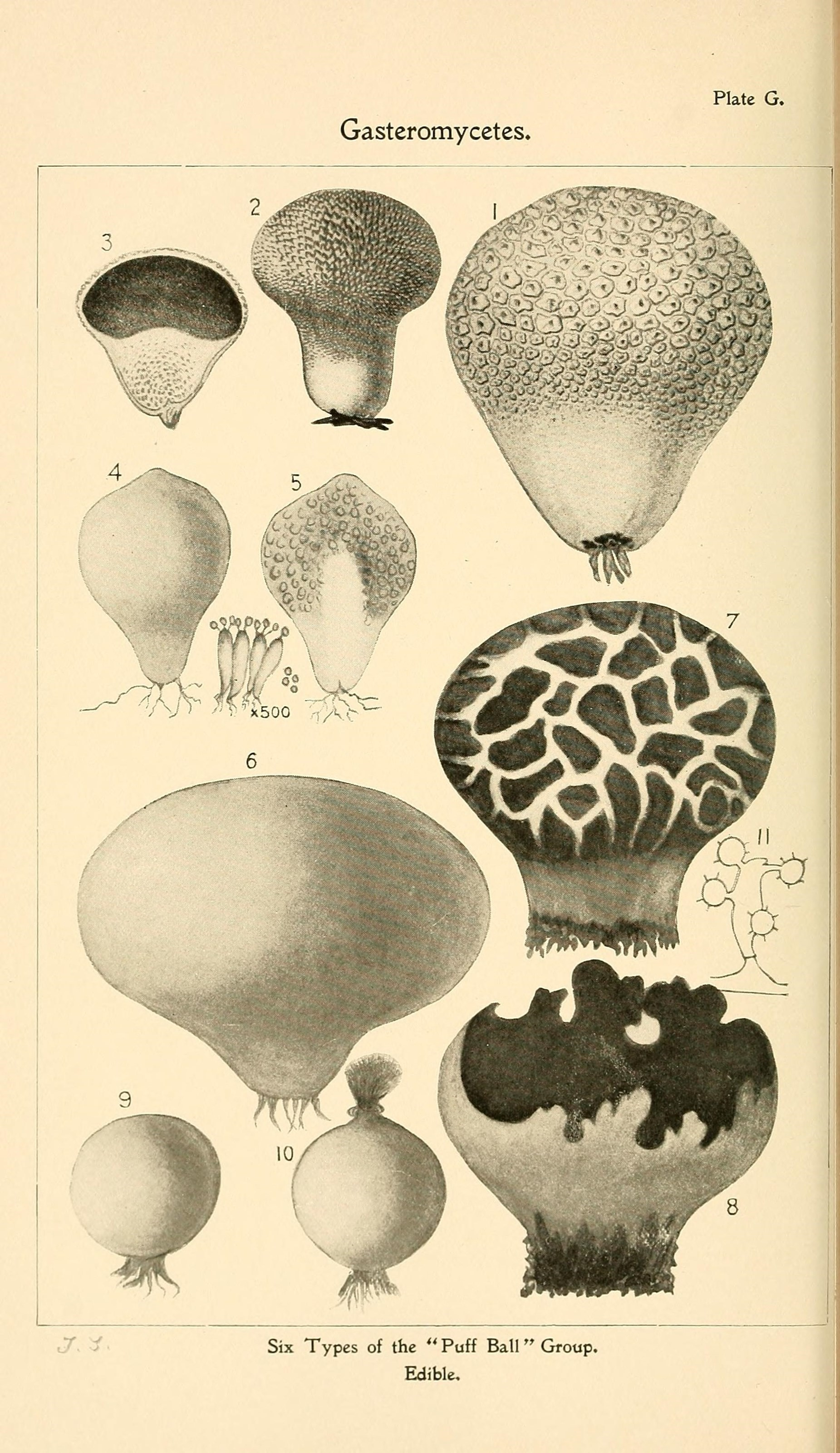
Stereotecja u purchawek

Stereotecjum (łac. stereothecium) – rodzaj askokarpu (owocnika) u grzybów workowych. Charakteryzuje się tym, że brak w nim hymenium, a worki występują pojedynczo lub w komorach. Ten typ askokarpu występuje np. u wnętrzniaków, np. w rodzajach Tuber (trufla), Hydnobolites.